# Pectina
|  | No s'ha de confondre amb Pecten o Pecten oculi. |

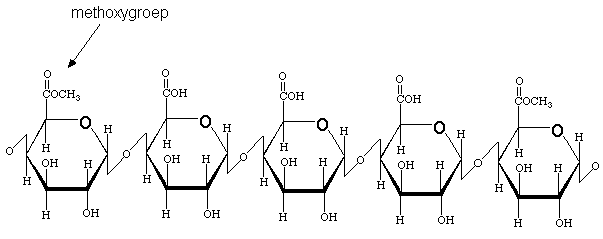
Estructura química de la Pectina

Pectina és una fibra vegetal formada per àcids poligalacturònics, de cadena llarga, més o menys esterificats amb metanol.
Els vegetals són més o menys rics en pectina. La natura de la pectina i el percentatge depèn de l'espècie de fruita i del grau de maturitat. Té el codi E-440 al grup dels emulgents naturals i es pot aplicar segons el principi quantum satis sense límit superior.

## Ús
La pectina s'utilitza com gelificant, espessidora i estabilitzadora d'aliments (melmelada, glaçades, conserves, salses…) i s'estreu principalment de residus de pomes o de pell de fruits cítrics. En l'ús culinari, necessita la presència de sucre i d'un àcid (suc de llimona, àcid cítric…) així i temperatures enllà de 80 °C durant un temps curt per encetar el procés de gelificació. D'origen vegetal, pot ser una alternativa vegetariana de la gelatina d'origen animal en certes preparacions. Se'n pot canviar les característiques en afegir sals i sucres, entre d'altres per a plats amb llet o nata, per reduir la quantitat de sucre, per accelerar … 
En la cuina casolana es fa servir principalment per fer melmelada, confitures o pasta de fruita. En la indústria alimentària té un camp d'aplicació molt més ample. Quan l'espessor no és una qualitat desitjada, per exemple en l'elaboració de vins, per clarificar el most de la cervesa o filtrar sucs de fruites riques en pectina, es fa servir un enzim del grup dels pectinases per contrariar-ne l'efecte (despolimeritzar).
Es pot fabricar pectina casolana a partir de pomes, de preferència poc madures o de les restes (pela i closca) o de la part blanca de la pell dels cítrics. Si es fa servir la pela, cal assegurar-se que no hi hagi residus tòxics (productes fitosanitaris, conservants, cera…).